# (474) Prudentia
(474) Prudentia (1901 GD) és un asteroide del cinturó principal descobert el 13 de febrer de 1901 per Max Wolf a Heidelberg.